# Rudolfovský rudní revír
Rudolfovský rudní revír je oblast, která se rozkládá v pruhu asi 13 km dlouhém a kolem 1 km širokém na západním svahu Lišovského prahu, východně od Českých Budějovic. Od středověku byla využívána k těžbě stříbrných rud, ale i zlata, později antracitu a dalších surovin.

## Geografie
Revír se táhne od Velechvína na severu přes Jelmo, Libníč, Hůry, Adamov, Rudolfov, Hlincovou Horu, Dubičné, Dobrou Vodu a Doubravici k Vidovu na jihu.

## Historie
Roku 1385 vydal král Václav IV. povolení Václavu Klaricovi z významné českobudějovické patricijské rodiny, že smí se svými kverky (členy důlního těžařstva) po dva roky prodávat stříbrnou rudu z dolu Monstrance  na královských horách u Českých Budějovic. Byla zmiňována ves Vesce. První  osamocená zpráva o dolování u dnešního Rudolfova tedy pochází již z tohoto roku, skutečná těžba v rudolfovském revíru však začala probíhat od roku 1544. V roce 1547 zde byl ustanoven hormistr. Do roku 1547 zde bylo založeno přes 20 cechů (šachet), zejm. Boží vůle (původně Monstrance), Tři králové, Orel a Abrahám, některé z nich sahaly do hloubek kolem 300 m. Druhá polovina 16. století byla nejvýznamnějším obdobím v celé historii revíru, neboť doly v té době přinášely značné zisky. Dolování ze začátku provozovala většinou drobná těžařstva zámožnějších měšťanů. V roce 1570 voda zatopila hlavní báňská díla v Rudolfově a Adamově až do výšky 120 m a vlastní těžba se přesunula na sever do okolí Libníče.
Vznikly dva nové revíry - libničský a jelemský. V roce 1581  bylo iniciativiou Jana Hölzla ze Sternsteinu.založeno tzv. adamovské těžařstvo za účasti Viléma z Rožmberku, Petra Voka z Rožmberku, Kinského ze Vchynic, Adama II. z Hradce, Jana Albrechta ze Sprinzensteinu, Jaroslava Libštejnského z Kolovrat, nizozemského hejtmana a řady jiných.  Horní podnikání podporoval zejm. Adam II. z Hradce, po kterém byl pojmenován dnešní Adamov.  Uvedené těžařstvo vytěžilo v letech 1588-1596 10 000 hřiven stříbra. Po velkém zatopení dolů u Libniče v roce 1593 doly už jen živořily a pět let nato těžba u Libniče zcela ustala.
Když v roce 1611 Petr Vok zemřel, činnost v rudolfovských dolech téměř utichla. V témže roce zanikla i českobudějovická mincovna, která po celou dobu své činnosti zpracovávala výhradně stříbro z rudolfovských dolů, z něhož razila především tolary a jejich části.
V červnu 1619 do nechráněného Rudolfova vtrhl prapor městské obrany z Českých Budějovic a císařské vojsko zpustošilo sousední Adamov a okolní vesnice. V Rudolfově z 250 tehdejších domů zůstalo stát jen kolem 40. V prosinci 1620 císař Ferdinand II. převedl město Rudolfov včetně privilegií svobodného horního města do majetku královského města České Budějovice. Českobudějovičtí provozovali důlní činnost jen pro udržení nemalých finančních úlev (nemuseli odvádět daň z vaření piva a z prodeje vína, město mělo také právně zajištěnu bezplatnou dodávku dolového dříví z hlubockých lesů) a rozsah prací na dolech byl nepatrný. Očekávané oživení nepřineslo ani propojení Eliášovy dědičné štoly se šachtou sv. Floriána v roce 1725. V roce 1762 obnovil dolování v Libníči a Jelmu Prosper Antonín Berchtold z Uherčic, který pak od knížete Josefa I. Adama ze Schwarzenbergu dostal odstupné 4 500 zlatých za to, že zastavil těžbu v místech, kde hrozila ztráta léčivého pramene. K výraznějšímu oživení důlní činnosti došlo v roce 1767, kdy byla část podílů převedena na stát; v březnu 1783 však byly práce na obnově starých dolů předčasně ukončeny. V dalších letech pokračovalo dolování jen v nepatrném rozsahu. Poslední vlastník důlních podílů ing. Rudolf Hausser v roce 1928 definitivně uzavřel těžní jámu a pozemky příslušející k cechu sv. Eliáše rozparceloval.
S historií rudolfovského hornického revíru seznamuje návštěvníky 5 km dlouhá naučná stezka Cesta kolem hornického města. Na trase stezky je 13 zastavení s informačními panely.

## Galerie

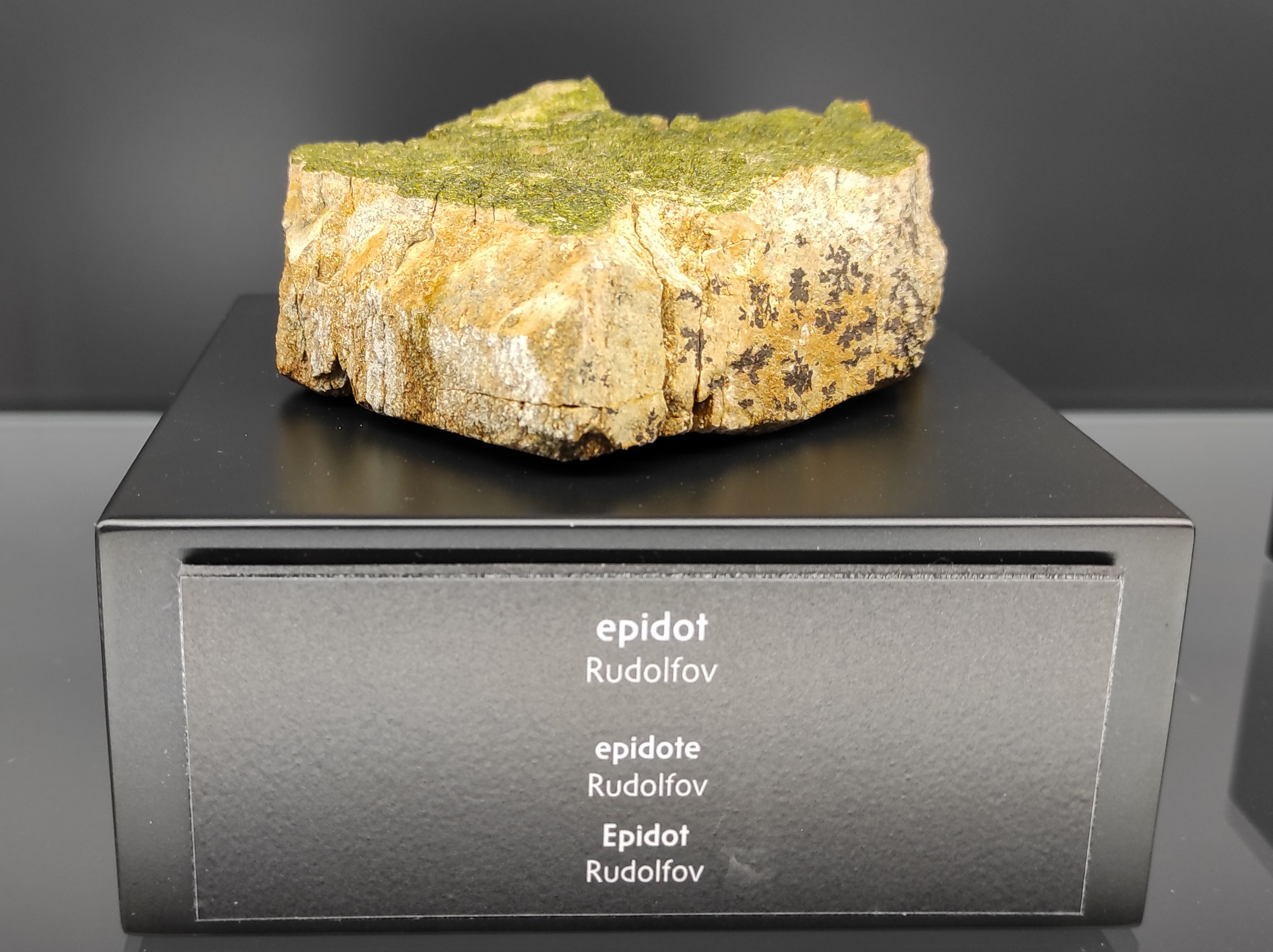
Epidot
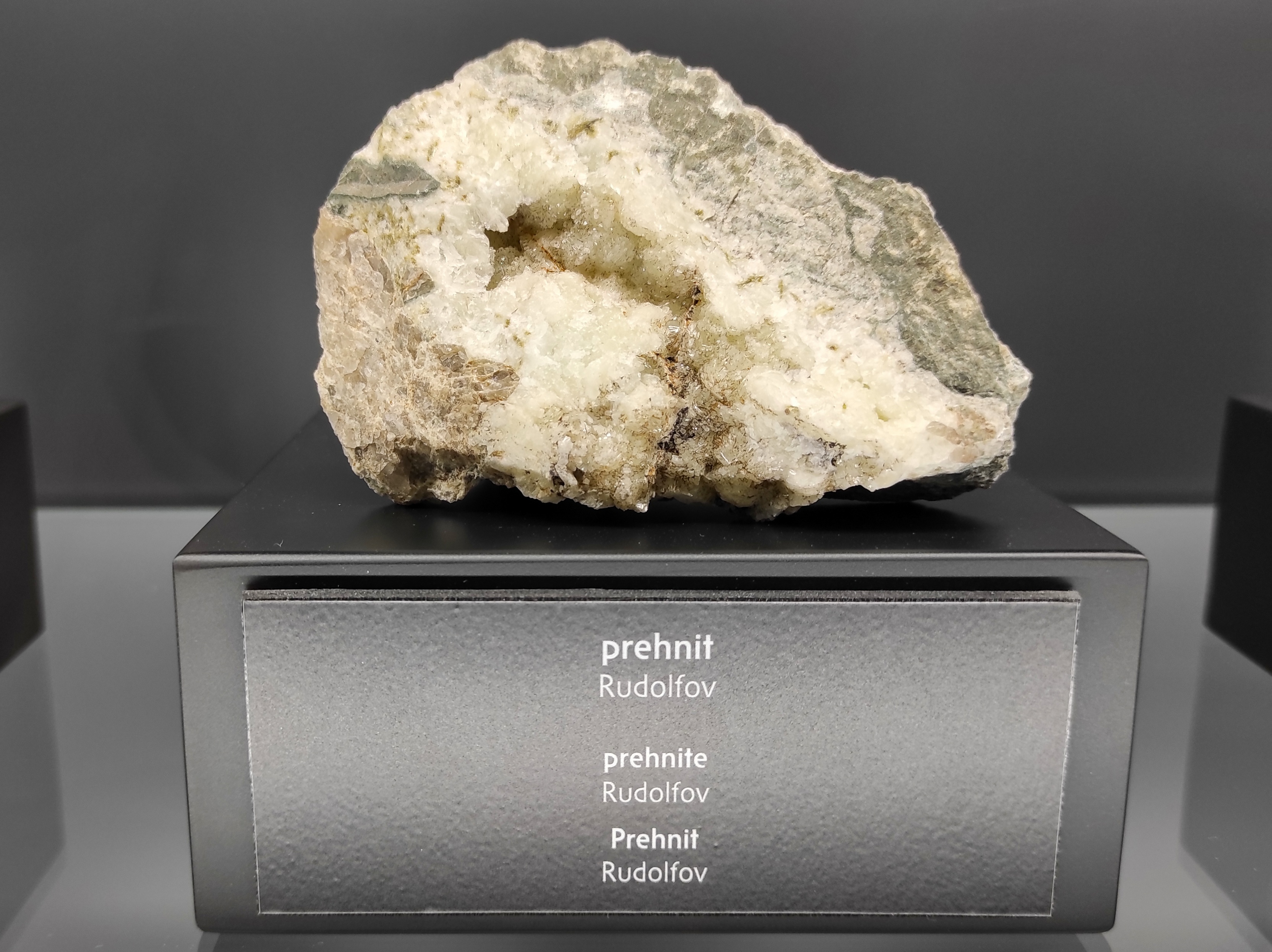
Prehnit
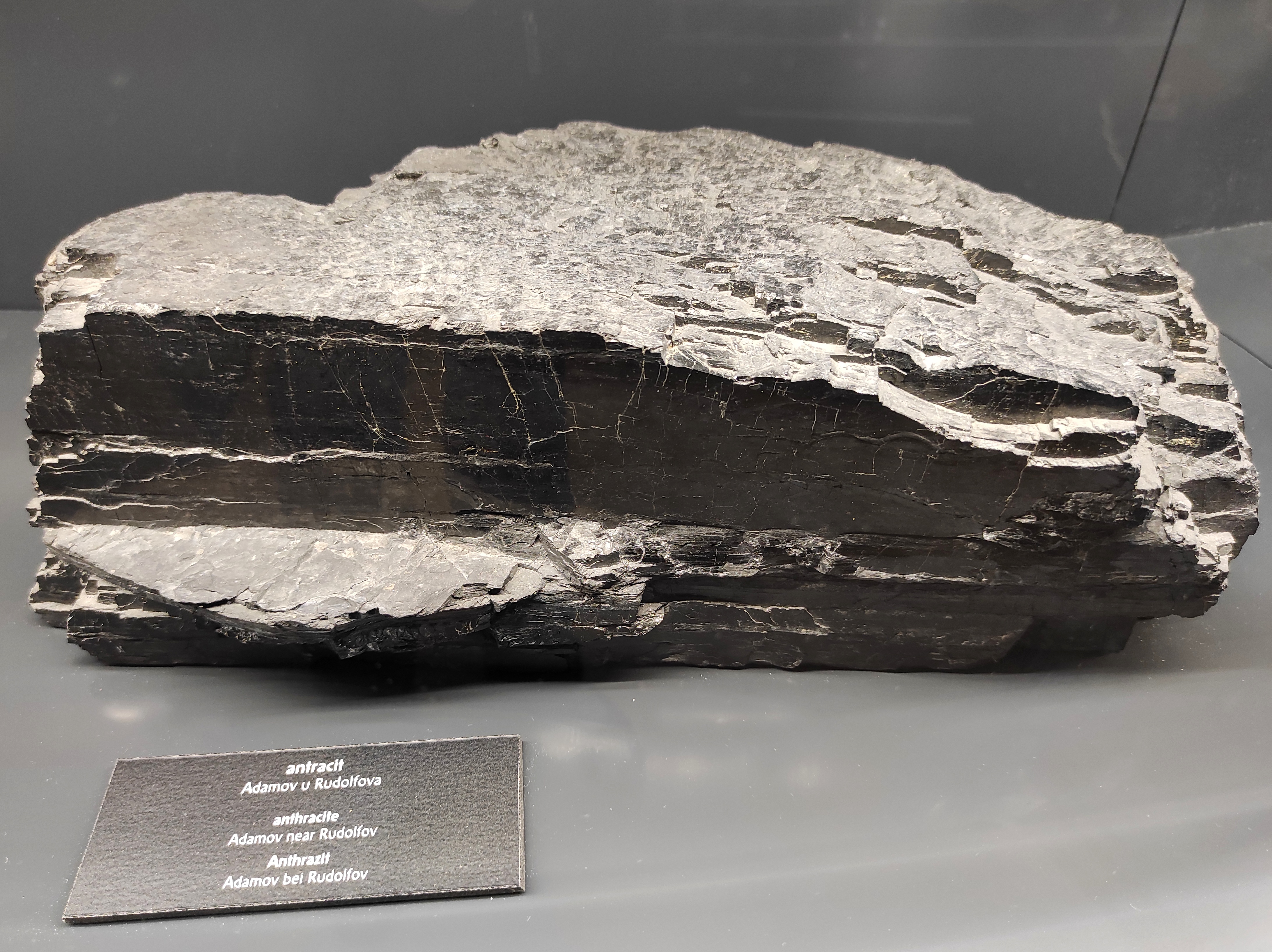
Antracit
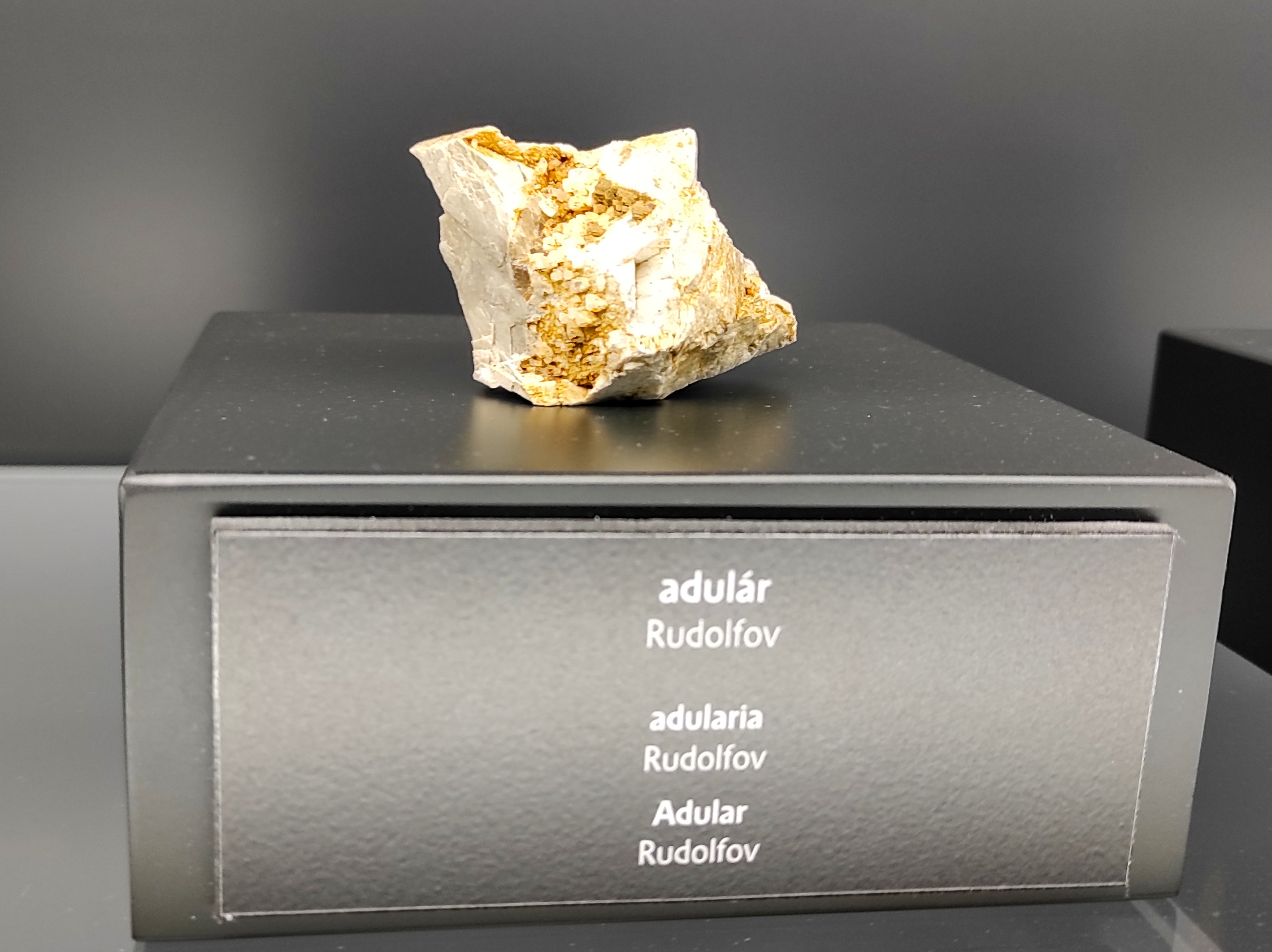
Adulár
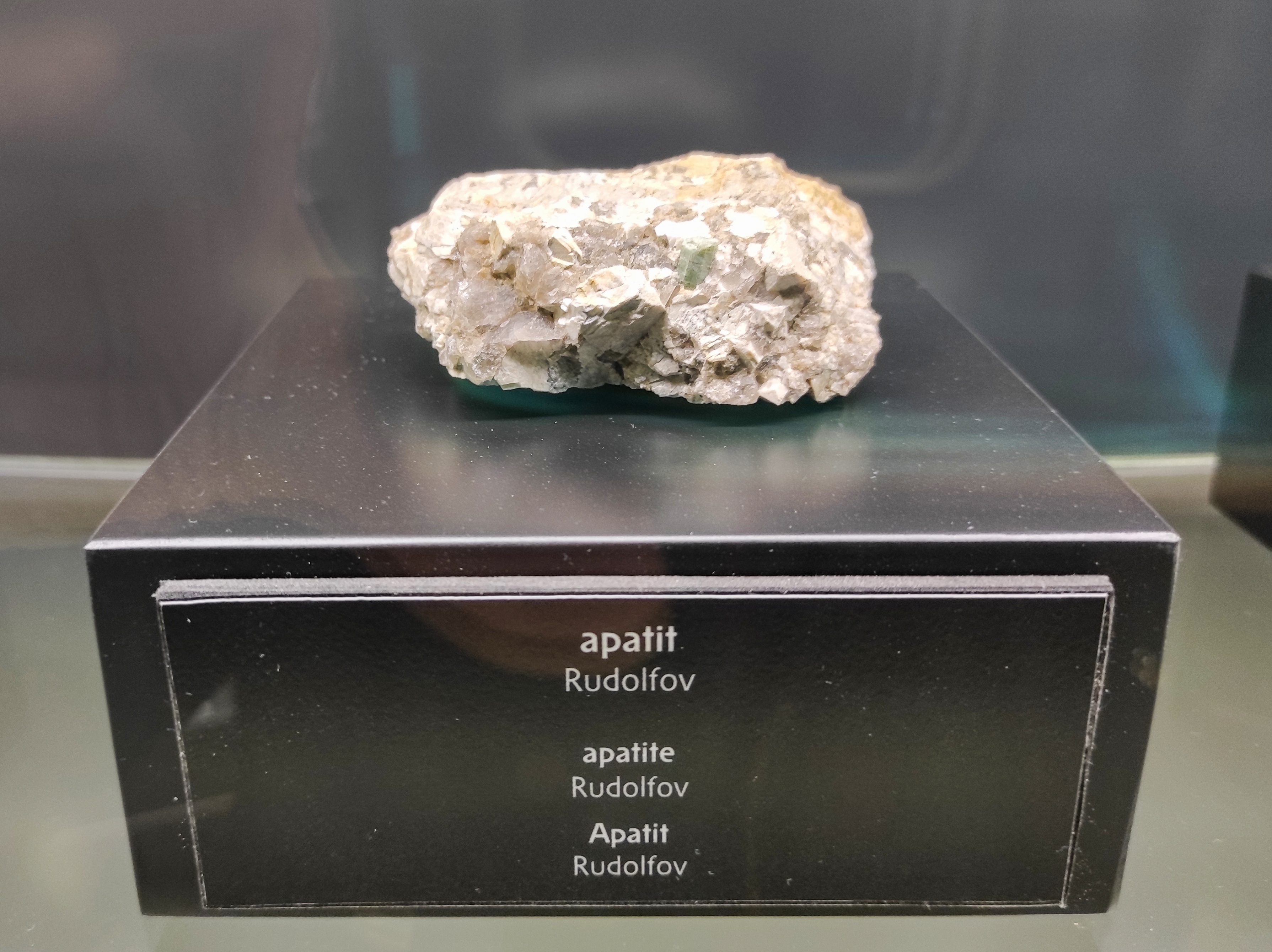
Apatit
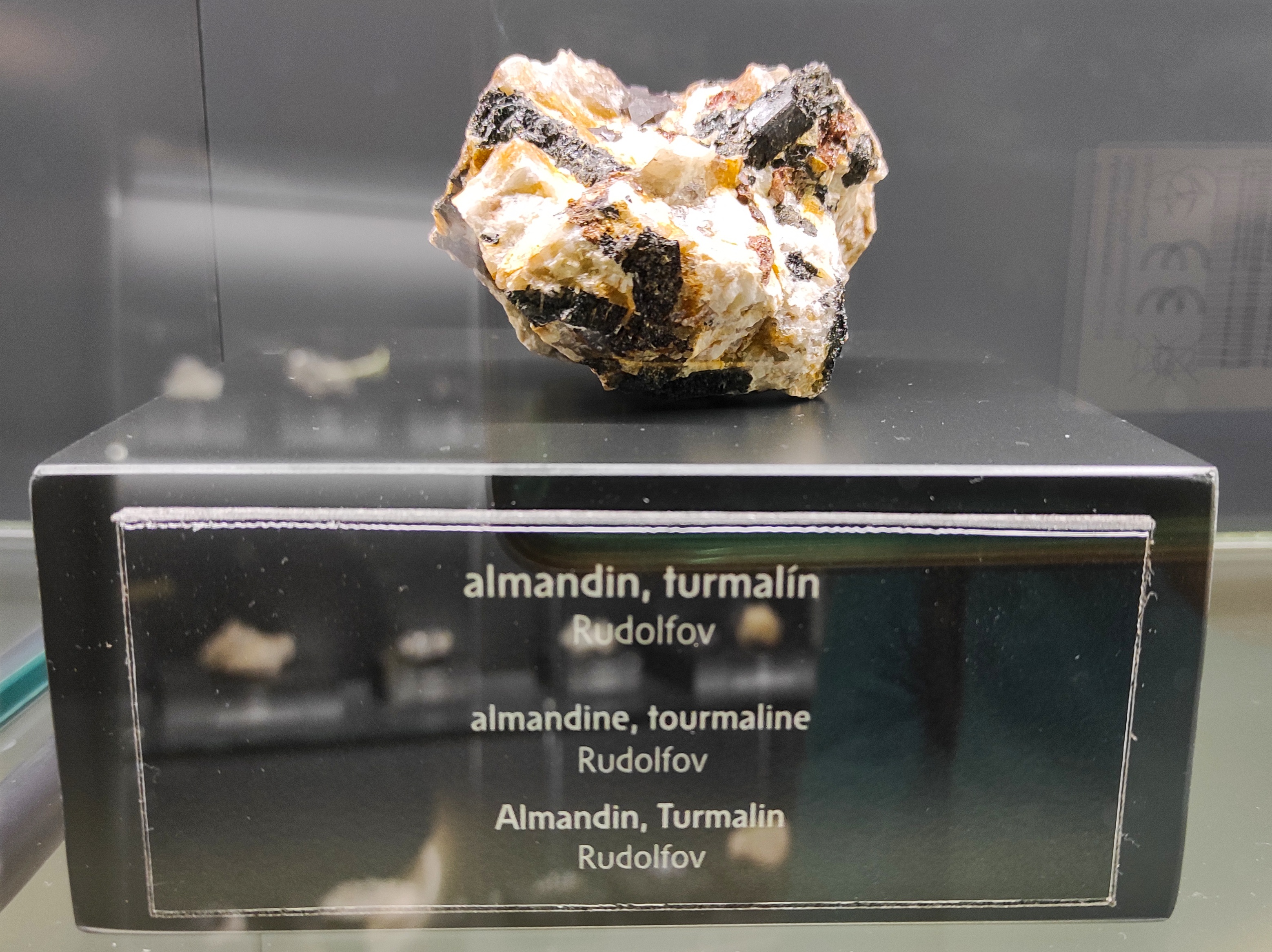
Almandin a turmalín